# Pcháč potoční
Pcháč potoční (Cirsium rivulare) je vytrvalá, ostnitá, planě rostoucí rostlina vysoká až 140 cm. Kvete v letních měsících červenofialovými květy v úborech a je jedním z hygrofytních druhů rodu pcháč. V české přírodě je původním druhem a vyskytuje se poměrně hojně.
Roste na podobném stanovišti jako dvouletý pcháč bahenní, se kterým bývá zaměňován, oba druhy se občas zkříží a výsledkem bývá neplodný hybrid Cirsium ×subalpinum.

## Rozšíření
Areál pcháče potočního zabírá, vyjma Británie a Skandinávie, téměř celou Evropu. Na západě začíná ve Španělsku a končí na východě v evropské části Ruska, na severu se rozkládá od jižního pobřeží Baltského moře po severní břehy Středozemního moře.
V České republice je za těžiště výskytu považováno karpatské mezofytikum, hlavně Bílé Karpaty, odkud zasahuje na střední a severozápadní Moravu a do východních a středních Čech. Na Moravě je četnější, hlavně v okolí Vsetína, v Beskydech a Moravské bráně, v Čechách pak v okolí Třeboně a na Českomoravské vrchovině. Roste od planárního po submontánní výškový stupeň, od 180 m n. m. u Písečného rybníka severovýchodně od obce Milotice v okrese Hodonín po 1040 m na Radhošti, hoře v Moravskoslezských Beskydech.

## Ekologie
Převážně roste na humózních kyselých až neutrálních půdách v místech podmáčených, na pozemcích s často prosakující vodou, na územích periodicky zamokřených či případně jen střídavě vlhkých. Je druhem vyskytujícím se na rašelinných a slatinných loukách, v nivách rozvodňujících se potoků a řek, v prameništích a z nich odtékajících strouhách, na březích odvodňovacích kanálů i ve slabě zasolených příkopech okolo cest. Světlomilný hemikryptofyt je náročnější na vyšší obsah dusíkatých živin v půdě a vyhýbá se zastíněným stanovištím. Kvete v květnu až červenci. Ploidie druhu je 2n = 34.

## Popis
Vytrvalá, světlomilná bylina vyrůstající ze svislého nebo šikmého, hojně členěného oddenku s mnoha tenkými kořeny. Má přímou, obvykle nevětvenou, mělce rýhovanou, pavučinatě chlupatou lodyhu vysokou 50 až 140 cm. Ve spodní části je lodyha hustě porostlá střídavými, tuhými, odstále pýřitými listy, které jsou eliptické až vejčitě kopinaté. Po obvodě jsou vykrajované, hrubě zubaté či peřenolaločné až peřenosečné a porostlé až 2 mm dlouhými osténky, na líci bývají tmavě zelené a na rubu s vyniklou žilnatinou jsou světle zelené. Čepele listů jsou dlouhé 15 až 35 cm a široké 5 až 12 cm, spodní listy s křídlatým řapíkem rostou v růžici, kdežto lodyžní listy jsou přisedlé až ouškatou bázi objímavé.
Na vrcholu lodyhy vyrůstají samostatně, nebo shloučené po dvou či třech, květní úbory velké asi 3 cm. Terminální, přímo rostoucí úbor je největší, ostatní jsou menší a obvykle kolmo odstálé na krátkých, plstnatých stopkách. Zákrov úboru je vejčitý, asi 2 cm dlouhý a stejně tak široký, čárkovité zákrovní listeny ve více řadách jsou zelené a vnitřní i vnější mají fialovou, ven zahnutou špičkou, vnější řada listenů bývá lepkavá. Květy v úboru jsou vesměs oboupohlavné a mají trubkovité, nachově zbarvené koruny zvonkovitého tvaru dlouhé 1,5 až 2 cm, rozšířená část její trubky je kratší než pět volných korunních cípů. Kalich květů je za kvetení nezřetelný, později vyrůstá ve chmýr. Květy jsou opylovány hmyzem přilétajícím pro nektar.
Plod je okrová až světle hnědá nažka (semeno), která bývá asi 4 mm velká a má až 2 cm dlouhý, bílý či béžový chmýr. Nažky rozptylované větrem nebo ptáky či hlodavci slouží, stejně jako úlomky oddenků roznášené přívalovou vodou, k šíření rostliny po okolí.

## Význam
Pcháč potoční roste téměř vždy na místech, která bývají dlouhodobě zamokřená, periodicky zaplavovaná a dají jen stěží využívat pro pěstování užitkových plodin nebo hodnotného krmiva pro domácí zvířata. Není proto počítán mezi plevelné rostliny.